# Paesi Bassi ai XVIII Giochi olimpici invernali
I Paesi Bassi parteciparono ai XVIII Giochi olimpici invernali, svoltisi a Nagano, Giappone, dal 7 al 22 febbraio 1998, con una delegazione di 22 atleti impegnati in tre discipline.